# Патриотический союз Курдистана

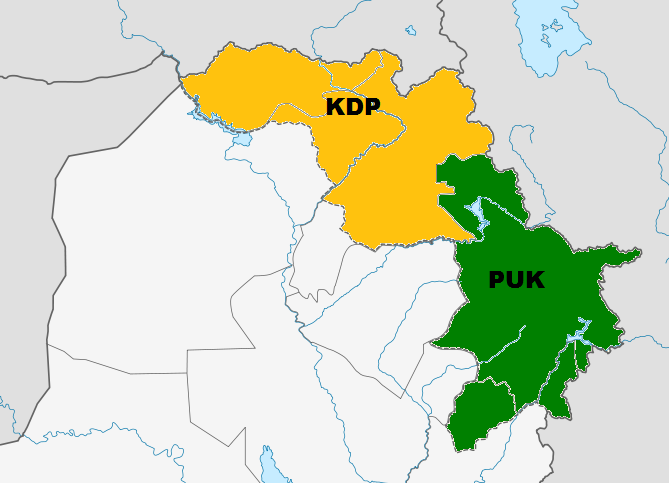
Области Иракского Курдистана, контролируемые ПСК и ДПК

Патриотический союз Курдистана (ПСК) (Yekîtiya Nîştimaniya Kurdistan — YNK; используется и англ. аббревиатура — PUK) — политическая партия Иракского Курдистана, основанная 1 июня 1975 г. Джалялем Талабани как федерация ряда левых организаций (основные — Марксистско-ленинская лига Курдистана («Комала») и «Социалистическое движение Курдистана») и допускающая как коллективное, так и индивидуальное членство.
В учредительном манифесте декларировались следующие цели партии:
1. Полное освобождение Ирака от политических и экономических оков неоколониализма;
2. Свержение диктаторского режима правящей партии;
3. Установление национально-демократической коалиционной власти, способной обеспечить условия для воплощения принципов демократии для всего иракского народа;
4. Утверждение права курдского народа на подлинное самоуправление в рамках независимой иракской республики;
5. Проведение коренной аграрной реформы в интересах крестьянских масс, индустриализация страны, рациональное использование нефтяных и других природных богатств в интересах иракского общества и для создания социально-экономических предпосылок построения социалистического общества.

В скором времени ПСК оказался целиком связан с личностью Талабани, так что в просторечии его приверженцев зовут «талабанистами».
С 1976 по 1991 гг. ПСК вёл партизанскую войну против режима Саддама Хусейна, после выборов 1992 года в «Свободном Курдистане», получил 49 мандатов (против 51 у Демократической партии Курдистана), но, не пожелав делить власть и выдвинув к ДПК ряд претензий (несправедливый раздел таможенных доходов и т. д.), попытался при поддержке Ирана полностью вытеснить своих соперников. Результатом оказалась четырёхлетняя гражданская война в Курдистане (1994—1998). Будучи изгнан из столицы «Свободного Курдистана» Эрбиля, ПСК сформировал собственное правительство в Сулеймании, и только недавно (2006) два правительства объединились и единство Иракского Курдистана было окончательно восстановлено.
Партийным цветом считается зелёный, что, впрочем, не имеет никакого отношения к исламу («талабанисты» отличаются скорее своей светскостью и индифферентностью к религии, а контролируемая ими Сулеймания отличается по курдистанским меркам весьма вольными нравами).
Партия является членом Социнтерна с 2006 года.